# 源光重
源 光重（みなもと の みつしげ）は、平安時代後期の武士。源光信（あるいは源基国）の子。源仲政の養子。義兄弟に頼政、頼行、泰政らがあり、子に重清、重高、頼重、光貞、仲重、保綱らがある。仮名は三郎。深栖氏の祖。

## 略歴
養父・仲政が国司として東国に下向した際、兄らと共に同行し現地に所領を得て居住したとされる。しかし、所領の位置については下総国とも下野国とも云われており明確でない。『平治物語』には子の頼重が京から東国の深栖一族の所領にまで源義経を招き入れた際にこれを出迎える存在として登場している。『尊卑分脈』には光重が「波多野御曹司」と称したと記載されているが、その詳細については不明である。
本拠地・深栖の所領は五男仲重の子孫が代々相伝し、鎌倉時代以降も御家人として続いたことが『吾妻鏡』にみえている。